# Teddy Zee
Teddy Zee est un producteur américain pour le cinéma et la télévision.

## Biographie
En 2004, Teddy Zee produit Saving Face, premier long-métrage de la réalisatrice Alice Wu, avec Joan Chen et Michelle Krusiec. Le film fut sélectionné au festival du film de Sundance et au festival du film de Toronto, et remporta le Audience Award des Golden Horse Awards (équivalent taïwanais des Oscars) en 2005.
Puis il produit en 2005 la comédie romantique Hitch, expert en séduction avec Will Smith, Eva Mendes et Kevin James pour Columbia Pictures. Le total des entrées du film dans le monde est estimé à 368 millions de dollars. En 2006, Teddy Zee produit À la recherche du bonheur, également avec Will Smith, qui a été nommé aux Oscars 2007 pour son interprétation de Chris Gardner.

## Filmographie

### comme producteur
- 2004 : Saving Face de Alice Wu
- 2005 : Hitch, expert en séduction de Andy Tennant
- 2007 : West 32nd de Michael Kang
- 2009 : Quantum Quest: A Cassini Space Odyssey de Harry Kloor

### comme producteur exécutif
- 2002 : 7 jours et une vie de Stephen Herek
- 2006 : À la recherche du bonheur de Gabriele Muccino
- 2007 : 2007 AZN Asian Excellence Awards (TV)